# レオン郡 (フロリダ州)
レオン郡（英: Leon County）は、アメリカ合衆国フロリダ州の北部に位置する郡である。人口は29万2198人（2020年）。郡庁所在地は州都でもあるタラハシーであり、同郡で人口最大の都市である。郡名はスペイン人探検家フアン・ポンセ・デ・レオンに因んで名付けられた。
レオン郡はタラハシー大都市圏の中核郡である。タラハシー市には州内の主要公立大学であるフロリダA&M大学とフロリダ州立大学がある。州内67郡の中で教育レベルは最も高い郡である。

## 歴史
レオン郡は当初エスカンビア郡に属し、後にはガズデン郡に属していたが、1824年に単独の郡として設立された。郡名は、ヨーロッパ人として最初にフロリダに到着したスペイン人探検家フアン・ポンセ・デ・レオンに因んで名付けられた。1850年代から1860年代は「綿花王国」であり、郡内20プランテーションから生産された綿花の量では、フロリダ州とジョージア州を合わせた中でも第5位の郡に位置していた。南北戦争のとき、アメリカ連合国に属した州の州都が占領されていったが、タラハシーだけが例外であり、レコンストラクション時代になって北軍兵が入ってきた。

## 地理
フロリダ州の他地域とはことなり、レオン郡はうねりのある丘陵部となっている。最高地点は郡北部の標高280フィート (85 m) である。アメリカ合衆国国勢調査局に拠れば、郡域全面積は701.78平方マイル (1,817.6 km2)であり、このうち陸地666.74平方マイル (1,726.8 km2)、水域は35.04平方マイル (90.8 km2)で水域率は4.99%である。

### 主要高規格道路
- 州間高速道路10号線
- アメリカ国道27号線（アパラチー・パークウェイ、モンロー通り）
- アメリカ国道90号線（テネシー通り、マハン・ドライブ）
- アメリカ国道319号線（キャピタルサークル、トマスビル道路）
- フロリダ州道20号線
- フロリダ州道61号線
- フロリダ州道155号線
- フロリダ州道263号線
- フロリダ州道267号線
- フロリダ州道363号線

### 隣接する郡
- グレイディ郡 (ジョージア州) - 北
- トーマス郡 (ジョージア州) - 北東
- ジェファーソン郡 - 東
- ワクラ郡 - 南
- ガズデン郡 - 西
- リバティ郡 - 西

### 国立保護地域
- アパラチコラ国立の森（部分）

## 地質

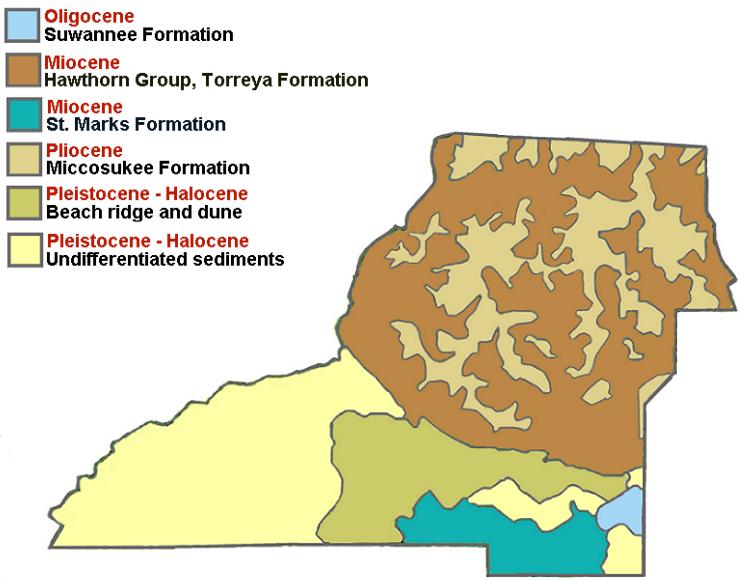
郡内の地質分布

レオン郡の地質は2億5,100万年から1億4,500万年前の三畳紀とジュラ紀の玄武岩で構成される岩盤の上に、中生代の堆積岩が堆積したものである。岩盤の上の層は、6,550万年から5,580万年前の暁新世の有孔虫綱、苔虫類、軟体動物、珊瑚の死骸が積もった炭酸塩岩である。
始新世（5,580万年-3,390万年前）と漸新世（3,390万年-2,300万年前）には、アパラチア山脈が隆起を始め、河川によってけい砂、沈泥、粘土でメキシコ湾のトラフを埋めるほど浸食が進んだ。アメリカ合衆国地質探査局やフロリダ州地質探査局に拠れば、郡南東部の漸新世スワニー石灰岩層が最初の堆積物である。
中新世初期（2,303年-1,570万年前）の堆積層はホーソーン・グループ、トレヤ層、セントマークス層であり、郡北部3分の2に見られる。
鮮新世（533-259万年前）にはトレヤ層内に散開するミコースキー層がある。
更新世（259-12,000年前）から完新世（12,000年前-現在）に堆積物が積もり、ビーチ・リッジ・アンド・トレイルや未分化堆積層とされている。

### 段丘と海岸線
更新世には氷河期と間氷期の度にレオン郡の土地が出現しまた沈んだ。間氷期にレオン郡の地形が作られた。

## 古生物学
郡内の3か所で中新世の化石が発見されている。すなわちグリスコム・プランテーション遺跡、シーボード・エアライン鉄道遺跡、タラハシー浄水場遺跡である。

## 水域
- ブラック・クリーク
- ブラッドフォード湖
- エラ湖
- ホール湖
- イアモニア湖
- ジャクソン湖
- ラファイエット湖
- タルキン湖
- オクロッコニー川

### 地層
- レッドヒルズ地域（北）
- コデイ・スカープ（中央）
- ウッドビル・カルスト平原（南）

## 人口動態
以下は2010年国勢調査による人口統計データである。
| 基礎データ - 人口: 275,487人 - 世帯数: 108,592 世帯 - 人口密度: 160人/km2（413人/mi2） - 住居数: 123,423軒 - 住居密度: 71軒/km2（185軒/mi2） 人種別人口構成 - 白人: 63.0% - アフリカン・アメリカン: 30.3% - ネイティブ・アメリカン: 0.3% - アジア人: 2.9% - 太平洋諸島系: 0.1% - 混血: 2.2% - ヒスパニック・ラテン系: 5.6% 年齢別人口構成 - 18歳未満: 20.0% - 18-24歳: 26.3% - 25-44歳: 22.7% - 45-64歳: 22.4% - 65歳以上: 8.7% - 年齢の中央値: 28歳 - 性比（女性100人あたり男性の人口） - 総人口: 91.6 - 18歳以上: 89.0 | 世帯と家族（対世帯数） - 18歳未満の子供がいる: 24.2% - 結婚・同居している夫婦: 36.9% - 未婚・離婚・死別女性が世帯主: 13.1% - 非家族世帯: 45.8% - 単身世帯: 31.0% - 65歳以上の老人1人暮らし: 6.1% - 平均構成人数 - 世帯: 2.29人 - 家族: 2.92人 収入と家計 - 収入の中央値 - 世帯: 37,517米ドル - 家族: 52,962米ドル - 性別 - 男性: 35,235米ドル - 女性: 28,110米ドル - 人口1人あたり収入: 21,024米ドル - 貧困線以下 - 対人口: 18.2% - 対家族数: 9.4% - 18歳未満: 16.2% - 65歳以上: 8.2% |

## 栄誉
2007年、レオン郡は全米郡公園・レクリエーション協会の環境保護賞を受けた。郡内にはミコースキー・キャノピー緑道とJ・R・アルフォード緑道の間に総面積1,300エーカー (5.3 km2) の解放空間、森林があり、特徴ある自然地域の再生、修復、保存、獲得、開発の類い希な努力を評価されたものである。

## 政治

### 投票動向

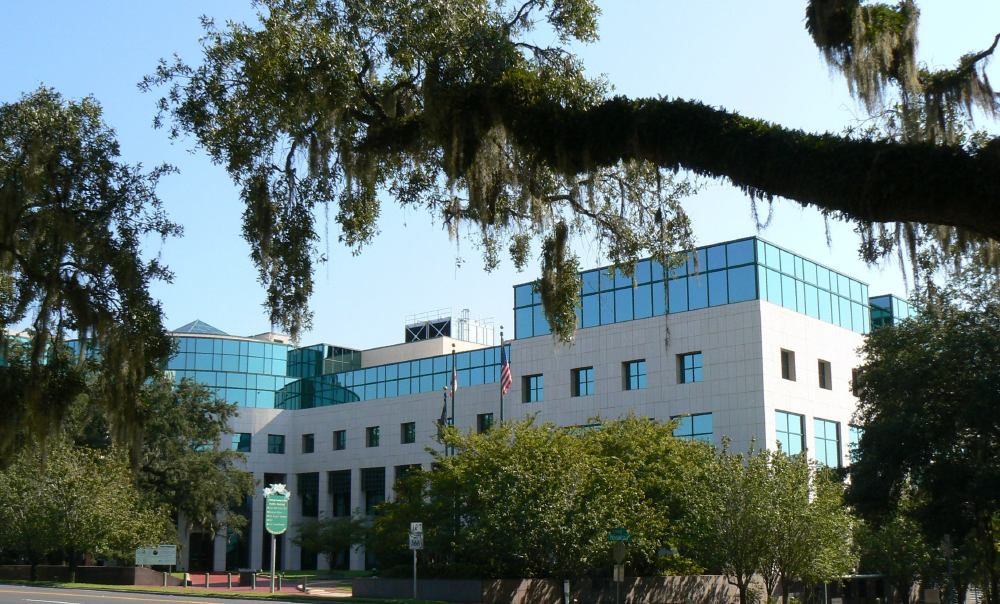
タラハシー市にあるレオン郡庁舎、2007年撮影

レオン郡は昔から一貫して民主党に票を入れる「ブルー」郡である。これにはタラハシー市にフロリダA&M大学とフロリダ州立大学があること、さらに州都に政府従業員が集中していることが貢献している。
2007年12月31日時点での登録有権者は、民主党85,546人、共和党42,744人、その他22,284人だった。これが2009年3月1日では、民主党103,334人、共和党48,507人、その他28,191人となり、民主党の比率が上がっている。
2008年アメリカ合衆国大統領選挙では、支持率の差24.2%で民主党バラク・オバマを支持した。フロリダ州全体での差は2.8%でしかなかった。2012年アメリカ合衆国大統領選挙でもほぼ同じような結果になった。
| 年     | 共和党 | 民主党 | その他 |
| ------ | ------ | ------ | ------ |
| 2012年 | 37.7%  | 61.2%  | 1.1%   |
| 2008年 | 37.4%  | 61.6%  | 1.0%   |
| 2004年 | 37.8%  | 61.5%  | 0.7%   |
| 2000年 | 37.9%  | 59.6%  | 2.5%   |
| 1996年 | 37.0%  | 54.6%  | 8.4%   |
| 1992年 | 32.7%  | 49.1%  | 18.0%  |
| 1988年 | 51.4%  | 47.7%  | 0.9%   |
| 1984年 | 55.0%  | 44.9%  | 0.1%   |
| 1980年 | 43.5%  | 49.6%  | 6.9%   |
| 1976年 | 44.4%  | 53.8%  | 1.8%   |
| 1972年 | 63.7%  | 36.1%  | 0.2%   |

### 投票率
レオン郡は州内の郡と比較して最も投票率が高い。2008年一般選挙の場合、期日前投票と郵送投票を合わせ85%を記録した。

### 郡政府
郡政府は7人の委員で構成される郡政委員会が統治している。7人のうち6人が民主党員になっている。他に党派選挙で選ばれる役人は税徴収官など5人がいるが全て民主党員である。

### タラハシー市との統合問題
タラハシー市とレオン郡は既にタラハシー消防署、計画部、レオン郡救急医療部などを共有しており、警察署などを追加で統合して政府を統合する案が、これまで4回住民投票に付されたが、すべて否定されてきた。これが実現すればタラハシー市の市域は現在の98.2平方マイル (254 km2) から702平方マイル (1,820 km2) に増えることになる。郡内住民25万人のうち36%がタラハシー市以外に住んでいる。
統合賛成派は、その大きさ故に企業を誘致しやすくなると言っている。政府の統合は統治費用を削減し、サービスの重複を無くすことになる。しかし、リチャード・フィーオック教授は、統合と地元経済の間に認識できる関連性は無いと述べている。

### 連邦議員
アメリカ合衆国下院議員では共和党のスティーブ・サザランドが郡内90％の領域をカバーする選挙区の選出議員であり、残り10％はやはり共和党のアンダー・クレンショーが代議員になっている。

### 州議会議員
州議会下院では郡の北半分が第9選挙区に含まれ、民主党員を選出している。南半分は第7選挙区に含まれ、共和党員を選出している。さらに西中央部は第8選挙区に含まれ、民主党員を選出している。

## 都市と町

### 法人化自治体
- タラハシー市 - フロリダ州都、パンハンドル地域では最大 - 郡庁所在地

### 未編入の町
| - ブラッククリーク - バウム - ブロハム - ブラッドフォードビル - キャピトラ - センタービル - チェアーズ | - チェアーズクロスローズ — 昔はジョセフ・チェアーズ・プランテーションの一部 - ガードナー - フェルケル - フォートブラーデン - イアモニア - アイバン - ラファイエット | - ルッターロー - メリディアン - ミコースキー - オクロッコニー - ローズ - ウェイズボロ - ウッドビル |

## 公衆安全
郡全体の警察組織はレオン郡保安官部である。消防救急はタラハシー市消防署とレオン郡救急医療部が担当している。

## 教育
レオン郡の市民は学歴レベル高く、準学士以上の保有者は70％を超えている。
出典 

### 公共教育学区
郡内の公共教育はレオン郡教育学区が管理運営しており、この学区は1人の監督官、5人の委員および1人の生徒代表によって運営されている。学区内には小学校24校、中学校8校、高校6校、特殊学校・オールターナティブスクール8校、チャータースクール2校がある。
雑誌「ニューズウィーク」では、2008年アメリカ合衆国のトップ400高校に、レオン郡公立高校5校のうち4校を挙げている。

## 見どころ
- アルフレッド・P・マクレイ庭園州立公園
- アパラチコラ国立の森
- バードソング自然センター
- ブラドリーのカントリーショップ複合施設
- フロリダ州会議事堂
- フロリダ州最高裁判所
- フロリダ州古文書保管庫
- フロリダ州ベトナム戦争記念碑
- レイクジャクソンマウンズ考古学州立公園
- レオン郡催事広場
- 天蓋道路5か所
- サンルイ・デ・アパラチー伝道所
- フロリダ歴史博物館
- オールドフォート公園
- トールティンバーズ研究所
- タラハシー・アンティークカー博物館
- タラハシー博物館
- タラハシー/セントマークス歴史的鉄道トレイル

### 政府関連
- Leon County Government / Board of County Commissioners
- / Leon County Clerk of Courts
- Leon County Property Appraiser
- Leon County Sheriff's Office
- Leon County Supervisor of Elections
- Leon County Tax Collector

### 特殊地区
- Leon County Public Schools
- The Ochlockonee River Soil and Water Conservation District
- Northwest Florida Water Management District

### 司法関連
- Leon County Clerk of Courts
- Public Defender, 2nd Judicial Circuit of Florida serving Franklin, Gadsden, Jefferson, Leon, Liberty, and Wakulla counties
- Office of the State Attorney, 2nd Judicial Circuit of Florida
- Circuit and County Court, 2nd Judicial Circuit of Florida

### 観光
- Tallahassee Area Convention and Visitors Bureau

座標: 北緯30度28分 西経84度17分 / 北緯30.46度 西経84.28度